# 玉河
玉河，古称御河，是今中国北京市东城区的一条河流。2013年3月，以玉河故道之名列为第七批全国重点文物保护单位——大运河的子项。

## 简介

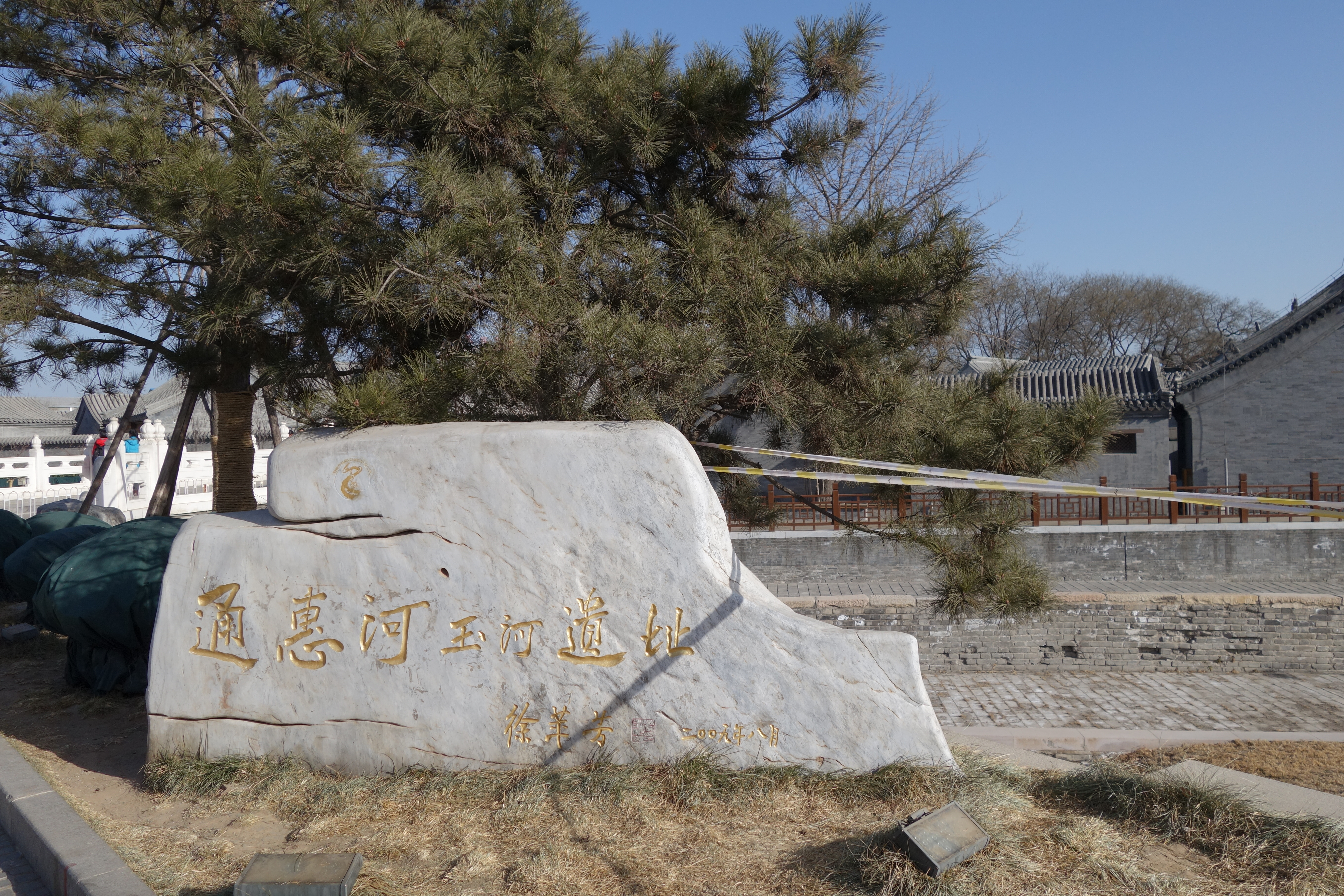
2009年8月徐苹芳题写的“通惠河玉河遗址”石碑，立于地安门东大街以北

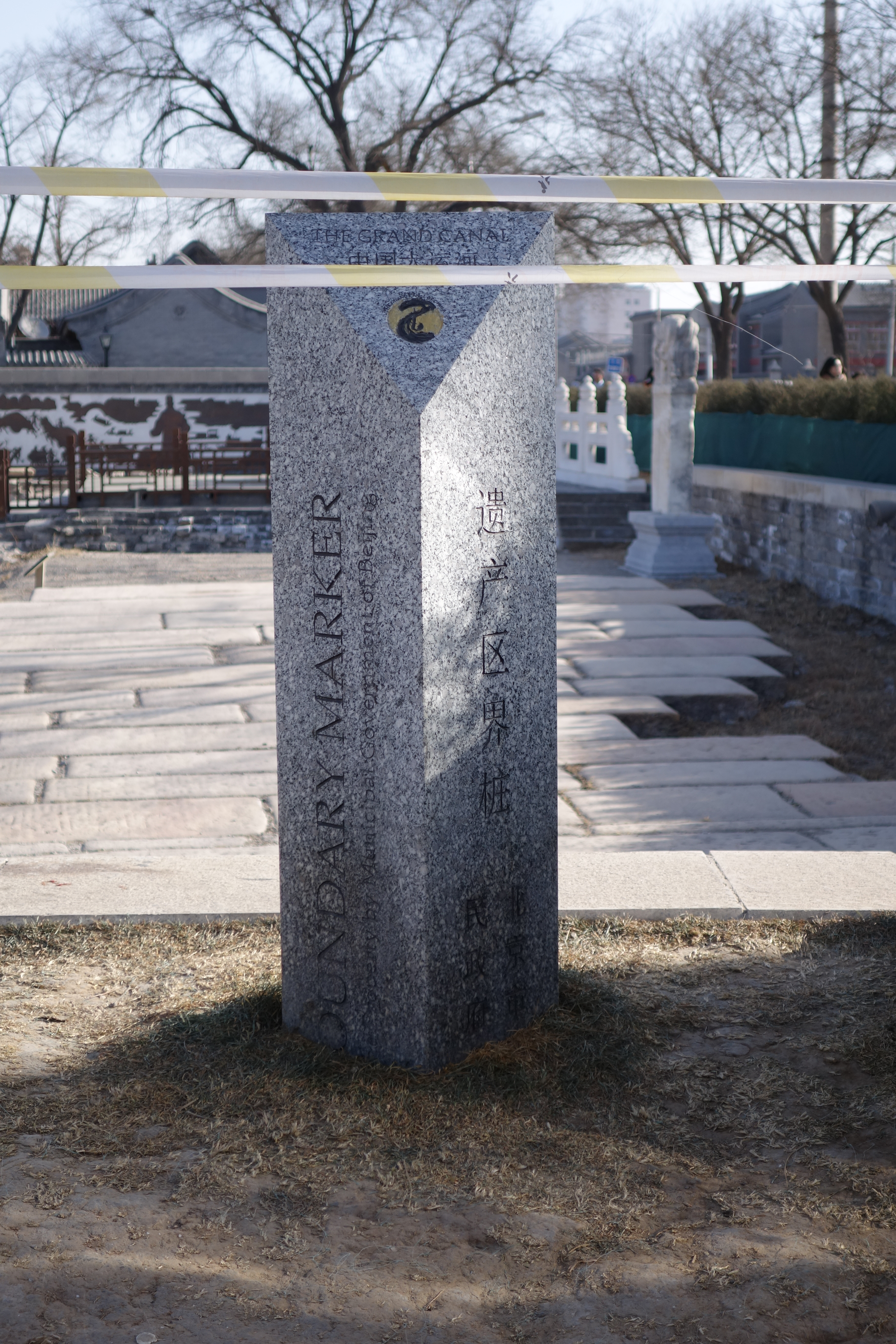
“中国大运河”遗产区界桩，立于地安门东大街以北

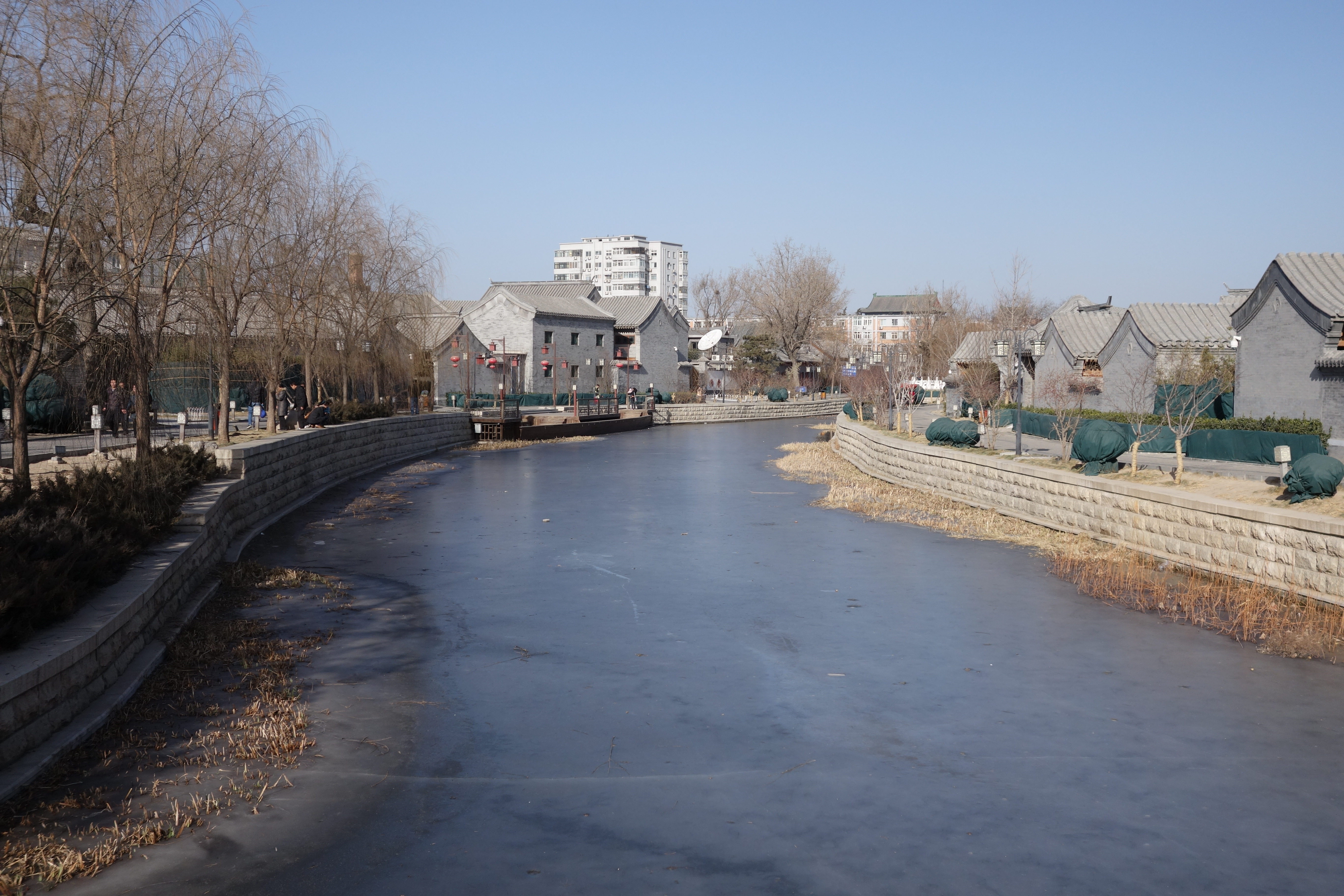
地安门东大街以北的玉河河道

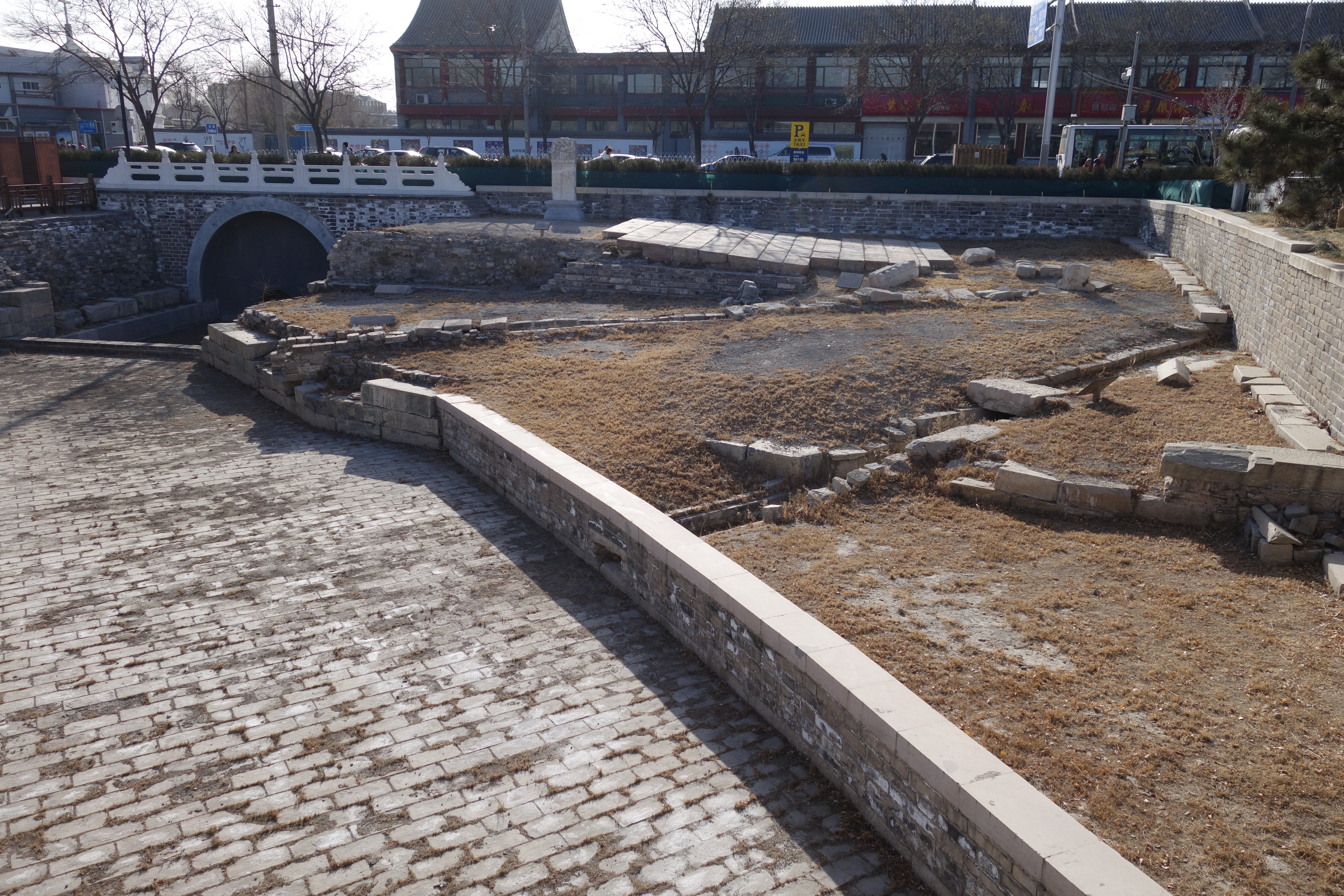
地安门东大街北侧的澄清中闸和东不压桥遗址

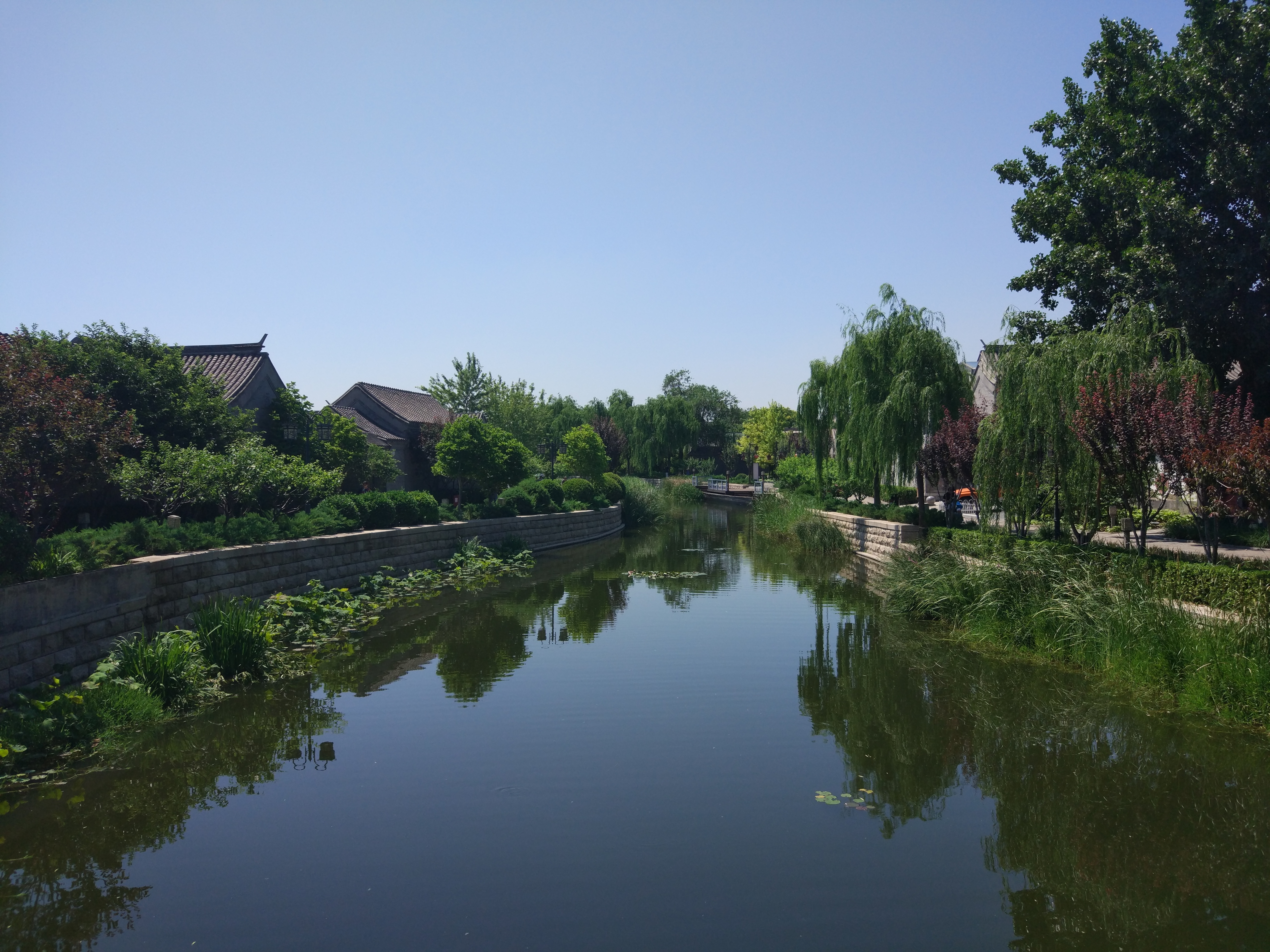
2016年夏季的玉河河道

玉河是通惠河的一段，由元朝的郭守敬主持于1293年修建完成，与元大都同时建成。通惠河是京杭大运河的一部分，主要用于漕运，当年北京的粮食大多经通惠河运入北京城。《元史·郭守敬传》载：“通州至大都，陆运官粮，岁若干万石，方秋霖雨，驴蓄死者不可胜计，至是皆罢之。三十年，帝还自上都，过积水潭，见舳舻蔽水，大悦，名曰通惠河，赐守敬钞万二千五百贯，仍以旧职兼提调通惠河漕运事。守敬又言：于澄清闸稍东，引水与北坝河接，且立闸丽正门西，令舟楫得环城往来。志不就而罢。”
玉河原是元朝开凿的通惠河位于宫城东侧的一段河道。元大都城内的积水潭是通惠河漕运的终点码头。白浮泉水自积水潭向东南，流经澄清闸、万宁桥（地安桥，俗称“后门桥”）、东不压桥、北河沿、南河沿出皇城，过北御河桥（原址在今贵宾楼饭店西南侧），沿台基厂二条、船板胡同、泡子河入通惠河。

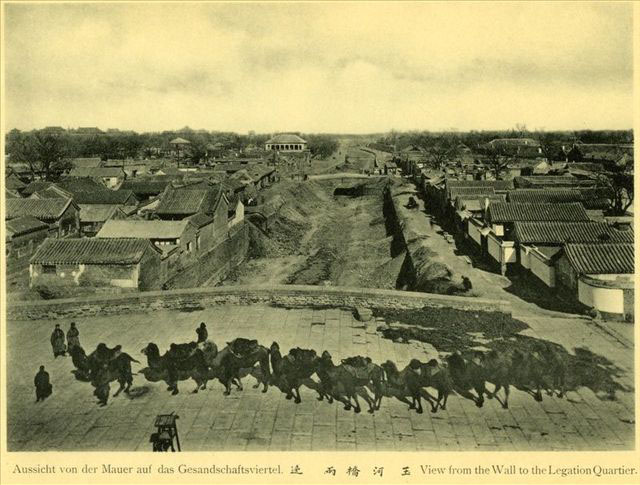
从玉河南端的北京内城南城墙向北望玉河。近处为南御河桥，远处为中御河桥。远处河西侧的西洋建筑为英国使馆。摄于1900年至1903年之间。这段玉河现为正义路

元末明初，白浮瓮山河断流，通惠河仅余玉泉山诸泉、西湖（昆明湖）为水源，此后通惠河城内段因水量减少而无法通航。明朝永乐、宣德年间，扩建南城皇城后，将通惠河圈入了皇城内。《明清北京城图》绘：从什刹海的来水，经东不压桥流入皇城，向南流出皇城之后，不向东南流，而是直接向南，经今正义路过中御河桥、南御河桥入南濠（前三门护城河）。这就是明朝的御河，又名玉河，全长4.8公里。该河是积水潭、什刹海排水的尾闾，进入德胜门水关的水，经御河排泄，故该河是北京城区中部、北部的排水主干渠，直到清朝。
自明朝开始，玉河自什刹海前海东端出水口起，经万宁桥后，先后经过今东不压桥胡同、东板桥胡同、北河胡同、北河沿大街、南河沿大街、正义路，最后流入北京内城南护城河。
玉河并不太宽，水流不急，但在北河沿中段西岸冲出了一片沙滩，因而出现了“沙滩后街”、“沙滩北街”、“沙滩南巷”等地名。沙滩东南的银闸胡同，曾是元朝御水河故道，为调节因地势而形成的水势落差，在河道上设有多处水闸。《燕京访古录》载，银闸胡同地下埋有银制水闸一座，梁长4尺8寸，宽5寸，厚3寸，柱高3尺，镌有“银闸”二字及“大元元统癸酉秋奉旨铸银闸一座”十四个小字。
玉河两岸过去是北京人夏天乘凉之处。如今南河沿大街迤西的磁器库胡同、缎库胡同、灯笼库胡同等胡同，原来均为玉河用于漕运时在河边兴建的库房所在地。
明朝之后，由于水源减少，玉河逐渐变为臭水沟。中华民国年间，由于来水日益减少，开始自南向北将玉河改为暗沟。民国十三年（1924年），自前三门护城河南水关到东长安街改成了暗沟，其上填平植树，两岸修路，东岸称正义路，西岸称兴国路。后来又将两路中间辟为街心公园，两路统称正义路。民国二十年（1931年）自东长安街到望恩桥（东安桥）改成了暗沟。
中华人民共和国成立后，1951年开始全线疏浚玉河。当时，不能经常由什刹海向玉河放水，故玉河常年流淌污水。1953年，修建了四海下水道，玉河在东不压桥被截断，留有直径50厘米的倒虹吸管，当作什刹海放水冲刷下游河道之用。中华人民共和国时期，整条河道均被盖板，铺设排水管线，成为地下暗河。
2000年，结合万宁桥（后门桥）的修缮，恢复了玉河的起端河道，并在万宁桥西增建了一座汉白玉三孔石拱桥（后来命名为金锭桥）。此次修复万宁桥，将万宁桥下原来已经改为暗河的玉河恢复为河道，河水自什刹海前海东端出水口处开始，流至万宁桥东侧不远处。万宁桥以东恢复的河道非常短。
2005年起，东城区人民政府启动了玉河改造工程。2009年9月，玉河北段（万宁桥－北河沿大街）改造工程结束。此次恢复的河道总长度为480多米，基本按照明朝时的河堤宽度修缮，在河南端的东不压桥北侧的玉河庵被修缮，作为北京玉河遗址博物馆的馆址。元朝及明朝旧有的河堤，在此次修缮中发现后，被保护性回填，新河堤按照原有河堤的旧貌兴建。在玉河河道上，还修复了雨儿桥、福祥桥。

玉河庵碑

2000年代，在玉河改造工程中，对万宁桥和地安门东大街之间的玉河进行了发掘，清理出了元朝通惠河堤岸、明朝玉河堤岸及其河道、清朝玉河堤岸及其河道、东不压桥及澄清中闸遗址、两座便桥遗址、玉河庵遗址、码头遗址及排水道等遗迹，出土了玉河庵碑、银锭锁、瓦当以及陶器（陶片）、瓷器（瓷片）等文物。
这次玉河改造工程也引起了很多争论。原因是此次工程拆除了河道以外的大片原有的四合院，并新建了许多高档四合院，成为房地产开发项目。
据2012年的报道，北京玉河遗址博物馆的标牌已立在新建的跨河木桥桥头，门前的浮雕已就位，博物馆内外的各项收尾工作正在进行中。该博物馆占地面积大约600平方米，主要展示玉河的历史变迁，考古成果。
2013年3月，从未列为文物保护单位的“玉河故道”作为大运河北京段的一部分，被并入第七批全国重点文物保护单位——大运河的细项中。“玉河故道”包括澄清上闸（含万宁桥）、澄清中闸（含东不压桥）。

## 桥梁、水闸
- 金锭桥：位于什刹海前海东端出水口处。2000年新建。
- 澄清闸（澄清上闸）：建于元朝。自从明朝、清朝时起，玉河起自什刹海前海的澄清闸，该闸为积水潭下游的出口控制闸。现存遗迹。[4]
- 万宁桥：俗称“后门桥”，是北京旧城内现存最早的石桥，建于元朝。
- 雨儿桥：位于雨儿胡同西口，连接雨儿胡同和拐棒胡同。2000年代新建。
- 福祥桥：位于福祥胡同西口。2000年代新建。
- 澄清中闸：位于东不压桥以北。现存遗迹。[12]
- 东不压桥：原称“东步量（梁）桥”，位于今地安门东大街上，东吉祥胡同北口、东不压桥胡同南口之间。1965年拆除。
- 骑河楼桥：亭桥，位于今骑河楼街东口。现已无存。
- 望恩桥（东安桥）：位于东安门内（即东安门以西）。现已无存。
- 北御河桥：位于东长安门外，今南河沿大街南口、东长安街上。现已无存。
- 中御河桥：位于东交民巷内。现已无存。
- 南御河桥：位于北京内城南城墙北侧，今正义路南口。现已无存。